# Samsung Galaxy M51
El Samsung Galaxy M51 es un teléfono inteligente Android de gama media fabricado por Samsung Electronics como parte de su serie M. Se anunció a fines de agosto de 2020 y se lanzó al mes siguiente. El teléfono tiene una pantalla sAMOLED Plus de 6,7 pulgadas, una configuración de cámara cuádruple de 64 MP y una batería de 7000 mAh. Se deriva principalmente del Samsung Galaxy A71 en términos de diseño y especificaciones. 

## Especificaciones

### Hardware
El Samsung Galaxy M51 tiene una pantalla sAMOLED Plus Infinity-O con una resolución de 1080 x 2400, una relación de aspecto de 20:9 y una densidad de píxeles de ~385 ppi. El teléfono viene con 128 GB de almacenamiento interno, así como 6 u 8 GB de RAM. El almacenamiento se puede ampliar a través de microSD. El teléfono funciona con Qualcomm SDM730 Snapdragon 730G (8 nm) con la GPU Adreno 618.

#### Batería
El Samsung Galaxy M51 tiene una batería de iones de litio no extraíble con una capacidad de 7000 mAh. Esta es la capacidad de batería más alta de cualquier teléfono Samsung Galaxy a septiembre de 2020 y significativamente más alta que la mayoría de los otros teléfonos ampliamente disponibles.

#### Cámaras
El Samsung Galaxy M51 tiene una configuración de cámara cuádruple dispuesta en forma de «L» en la esquina superior izquierda del plástico trasero. La configuración de la cámara consta de una cámara gran angular de 64 MP, capaz de grabar videos 4K, una cámara ultra ancha de 12 MP, una cámara de profundidad de 5 MP para primeros planos y un sensor de profundidad de 5 MP para Live Focus. Tiene una sola cámara frontal de 32 MP metida en un orificio perforado en la parte superior central de la pantalla.

### Software
El Samsung Galaxy M51 viene con Android 10 con One UI "CORE" 2.1 de Samsung. A fines de 2021, Samsung anunció que Samsung Galaxy M51 recibirá actualizaciones de Android 12 basadas en One UI 4.1.

## Historia
El Samsung Galaxy M51 se anunció el 31 de agosto de 2020. Fue lanzado al mes siguiente el 11 de septiembre de 2020.